# Zgnilizna miękka drewna

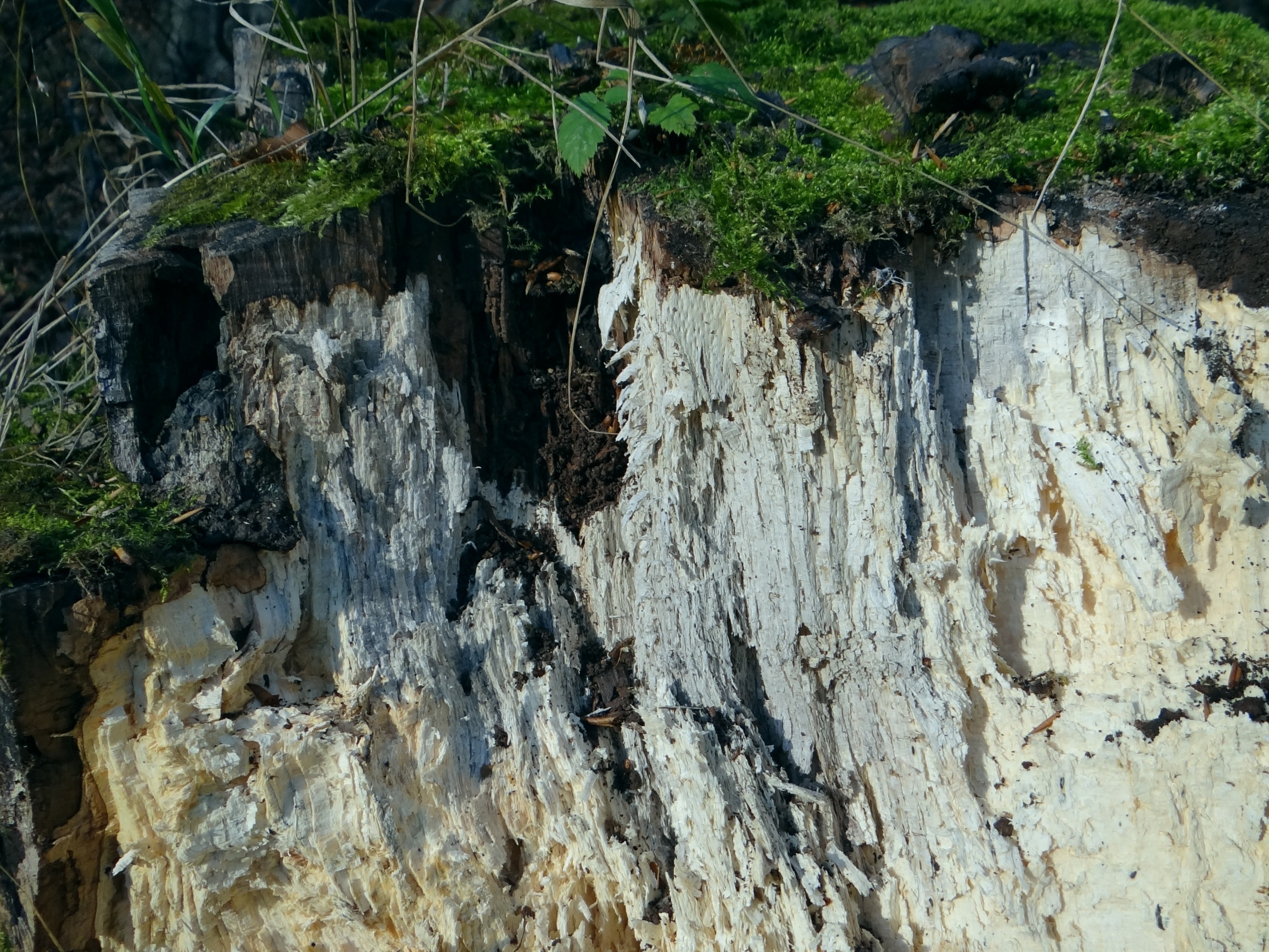
Zgnilizna biała w zaawansowanym stadium rozwoju

Zgnilizna miękka drewna – grupa wad drewna należąca do zgnilizn wywołanych przez grzyby. Jest to zaawansowane stadium rozkładu drewna.
W większości wypadków w drewnie zachodzi niszczenie ścian komórkowych, towarzyszą  daleko  idące  zmiany  właściwości technicznych, chemicznych, fizycznych (barwa, zapach itp.) i strukturalnych drewna. Drewno staje się miękkie, gąbczaste lub włókniste, w bardzo zaawansowanym etapie tworzą się w nim wolne, wydrążone przestrzenie, które – jeżeli występują w drzewach stojących – nazywa się zwykle dziuplami.
Zgnilizna miękka drzew stojących lub leżących jest często siedliskiem życia wielu organizmów zwanym próchnowiskiem.
Zgniliznę miękką dzieli się na:
- zgniliznę korozyjną zwaną także: pstrą, białą jamkowatą, kieszonkową,
- zgniliznę destrukcyjną zwaną także: brunatną, błonnikową, czerwoną,
- zgniliznę korozyjno-destrukcyjną zwaną także: białą, białą jednolitą.

Pomiar zgnilizny miękkiej wykonuje się na czole drewna okrągłego: mierzy się szerokość strefy zawierającej zgniliznę, wyrażając ją w centymetrach lub ułamkowo w stosunku do średnicy czoła. Wymiary plam nieregularnie rozrzuconych (zgnilizna rozrzucona) określa się szacunkowo w procentach lub ułamkowo do powierzchni czoła (pomiar jak dla zgnilizny twardej).